# Andrés de Capua
Andrés de Capua y Lanza (Alcántara, provincia de Cáceres, 1820-1884), político y escritor español.

## Biografía
Descendía de un militar napolitano establecido en Alcántara en el siglo XVII. En 1840 empezó a trabajar como meritorio en el Ministerio 
de la Gobernación, pero solo consiguió un puesto remunerado en 1848. En 1850 era abogado del Colegio de Madrid, cuando fue elegido Alcalde-corregidor de Gijón (1850-1851) y Diputado a Cortes. En los nueve meses en que estuvo en el cargo elaboró el proyecto de ensanche de la ciudad de Gijón por el Arenal y derribó las fortificaciones que impedían la expansión de la misma. Mathé le hizo en enero de 1852 comandante de 1.ª clase de la telegrafía óptica y encargado del negociado de Telégrafos, y a los pocos meses le eligió para viajar con él por Europa para estudiar la situación de la telegrafía eléctrica, colaborando con él en ordenar y reglamentar dicho cuerpo. En 1857 representó a España en Turín, sustituyendo a Mathé, en la conferencia de la Unión Telegráfica de la Europa Occidental. En 1863 y 1864 fue elegido diputado por el distrito de Gijón, compatibilizando el escaño  con su cargo en Telégrafos. Defenestrado por Antonio Cánovas del Castillo Mathé en 1864, y tras una larga licencia por enfermedad, en noviembre de 1865 le fue aceptada su dimisión. Capua volvió a salir diputado en 1865 por Oviedo y en 1876 por Gijón. Entre 1880 y 1884 sirvió en Filipinas, primero como administrador central de impuestos y después como inspector general de comunicaciones. Más adelante fue nombrado inspector general del Cuerpo de Telégrafos, llegando a ocupar, con posterioridad y de forma provisional, la Dirección General de dicho Cuerpo. Falleció en 1884. Se conserva de él un retrato al óleo obra de Juan Martínez Abades (Gijón, 1862 - Madrid, 1920)

## Obras
- El Page de Woodstock: comedia en un acto Madrid: Vicente de Lalama, 1846.
- Con Ramón de Valladares y Saavedra, Parodias de verdades: novela original de costumbres contemporáneas, 1845.

- Datos: Q5676215